# Hewett Cottrell Watson
Hewett Cottrell Watson (Firbeck, Rotherham, Yorkshire, 9 de mayo de 1804 - Thames Ditton, Surrey, 27 de julio de 1881) fue un botánico, ecólogo y evolucionista inglés.
Era hijo de Holland Watson y de Harriett Powell. Estudia Frenología e Historia natural en la Universidad de Edimburgo de 1828 a 1832. Hereda una plaza en Derbyshire en 1836. Se muda a Thames Ditton en 1853 y visita las Azores en 1842.
En 1852, será pionero de los estudios de la distribución de plantas haciendo una división de toda Gran Bretaña en 112 áreas, basadas en los límites cuasi condales. Esos límites no se cambian y no son afectadas por cambios subsecuentes políticos y/o administrativos. Los Vice Condados de Watson han sido ampliamente adoptados por los biólogos. Esos límites fijados permiten a los biólogos contemporáneos comparar viejos registros de especies.
Edita el Phrenological Journal de 1837 a 1840; y el London Catalogue of British Plants de 1844 a 1874.
Watson tuvo activa participación en la Botánica de su época; pero viajando muy poco; para después cultivar fuertes intereses en Frenología y en la Teoría de la Evolución.
No necesitado de trabajar por un salario, Wealthy se involucra con el área de la Frenología hacia 1825 que solo finaliza en 1840 cuando falla en ser dueño y editor de la Revista Phrenological Journal. En los siguientes años, y mientras su reputación como botánico crecía, empezó a colectar evidencia para defender la idea de la transmutación de las especies; y más tarde Charles Darwin agradeció su deuda a Watson como una fuente.
Sus muchos escritos sobre Fitogeografía incluía un considerable número de innovaciones; por ejemplo, organiza los datos incidentales por su nivel de agregación condal, relaciona circunstancias ambientales a patrones de distribución, diferencia entre orígenes naturales y antropogénicos, y hace efectivo uso de los conceptos de estación y de hábitat.
Sus manuscritos se resguardan en el Museo de Historia Natural de Londres y en el Real Jardín Botánico de Kew.

## Honores

### Eponimia
- Eleocharis watsoni Bab. (hoy Eleocharis uniglumis Schult.);
- Selaginella watsoni var. mutica Clute se nombran en su honor.

Watsonia

## Algunas publicaciones
- Outlines of distribution of British Plants (1832).
- New Botany Guide (1835-7).
- Cybele Britannica (1847-60).
- Topographical Botany (1873-4).
- la sección Botánica en Godman: Natural History of the Azores (1870).
- Varias floras de países.

### Libros
- 1883. Topographical botany: being local & personal records towards shewing the distribution of British plants traced through the 112 counties & vice-counties of England, Wales, & Scotland. Ed. B. Quaritch; 2ª ed. aumentada. 612 pp.

- 1872. Supplement to the Compendium of Cybele Britannica: Shewing the distribution of British plants through the thirty-eight sub-provinces : being also a second supplement to Cybele Britannica. 162 pp.

- 1860. Part first of a supplement to the Cybele Britannica: To be continued occasionally as a record of progressive knowledge concerning the distribution of plants in Britain. 119 pp.

## Cronología
- 1821: comienza su aprendizaje de leyes.
- 1825: abandona ese estudio cuando recibe una herencia; cambiando a la Botánica y a la Frenología.
- 1828-1832: estudia Medicina en Edimburgo; se hace amigo de los hermanos George y Andrew Combe.
- 1831-1832: sénior presidente, de la Royal Medical Society de Edinburgo.
- 1832: comienza a publicar artículos y guías de libros de Botánica.
- 1833: compra una residencia en Thames Ditton donde habitará hasta su deceso.
- 1834: es electo miembro de la Sociedad Linneana de Londres.
- 1835: publica Remarks on the Geographical Distribution of British Plants.
- 1836: publica su Statistics of Phrenology.
- 1837: trabaja como instructor botánico en la "Escuela de Medicina de Medicina.
- 1837-1840: dueño y editor de Phrenological Journal.
- 1842: colecta flora en las Azores.
- 1844: asiste a la preparación de London Catalogue of British Plants.
- 1845: publica Arts. discutiendo con las ideas evolucionarias de Robert Chambers, que plasmará en el más tardío Vestiges of the Natural History of Creation.
- 1847-1860: preparación de los volúmenes de su Cybele Britannica.
- 1870: contribuye con material botánico a F. Du Cane Godman: Natural History of the Azores.
- 1873-1874: publica Topographical Botany en dos vols.

- La abreviatura «H.C.Watson» se emplea para indicar a Hewett Cottrell Watson como autoridad en la descripción y clasificación científica de los vegetales.[1]

## Fuente
- Allen G. Debus (dir.) 1968. World Who’s Who in Science. A Biographical Dictionary of Notable Scientists from Antiquity to the Present. Marquis-Who’s Who (Chicago) : xvi + 1855 pp.